# Philodendron pirrense
Philodendron pirrense är en kallaväxtart som beskrevs av Thomas Bernard Croat. Philodendron pirrense ingår i släktet Philodendron och familjen kallaväxter. Inga underarter finns listade.